# Eutimo
Eutimo di Locri (in greco antico: Εὔθυμον?, Eutimos; Locri Epizefiri, VI secolo a.C. – V secolo a.C.) è stato un pugile greco antico.

## Biografia
Vi sono poche notizie certe sulla sua vita, benché sia citato da diversi autori, tra i quali Plinio, Strabone, Eliano e Pausania, che così ne parlaː
Questo fiume, dunque, secondo la tradizione, era il padre di Eutimo, che, sebbene vincesse il premio per la boxe nella settantaquattresima Olimpiade, non ebbe così tanto successo nella successiva. Perché Teagene di Taso, desideroso di vincere i premi per la boxe e per il pancrazio allo stesso Festival, vinse Eutimo nel pugilato, sebbene non avesse la forza di conquistare l'olivo selvatico nel pancrazio, perché era già esausto dalla sua lotta contro Eutimo.
Allora gli arbitri multarono Teagene per un talento, e un talento per il danno arrecato a Eutimo, ritenendo che fosse solo per fargli dispetto che si fosse iscritto alla competizione di pugilato. Per questo motivo lo condannarono a pagare privatamente una multa extra a Eutimo. Alla settantaseiesima Olimpiade Teagene pagò per intero il denaro dovuto al dio e come compensazione per Eutimo non partecipò al pugilato. A questa Olimpiade, e anche alla successiva, Eutimo vinse la corona per il pugilato. La sua statua è opera di Pitagora e merita davvero una visita.»
(trad. A. D'Andria)
Queste le vittorie, dunque, di Eutimoː 
| Specialità | Giochi       | Anno     |
| ---------- | ------------ | -------- |
| Adulti     | Olimpiade 74 | 484 a.C. |
| Adulti     | Olimpiade 76 | 476 a.C. |
| Adulti     | Olimpiade 77 | 472 a.C. |

La sua città volle erigere una statua a Olimpia per celebrarne il valore, ad opera di Pitagora di Reggio. Della statua è stato ritrovato il piedistallo
Pausania e Strabone narrano che Polite, uno dei marinai di Odisseo fosse stato ucciso a Temesa dagli abitanti del luogo per aver aggredito una giovane del luogo e, ritornato in forma di fantasma, tormentava gli abitanti, che per placarlo gli offrivano in sacrificio ogni anno una vergineː Eutimo, mosso a compassione degli abitanti di Temesa e invaghito della vittima designata, affrontò e sconfisse il demone.
La sfida tra Eutimo e Polite potrebbe essere stata concepita come una deliberata emulazione della lotta di Eracle con Acheloo. Il caso di Euthymos a Locri, per tutte le sue peculiarità, è un caso paradigmmatico di eroizzazione di personaggi storici nel periodo classico.

## Curiosità
Per via di un probabile errore filologico, Eutimo è talvolta festeggiato come eroe locale nella città di Soverato.